# Panax notoginseng
Panax notoginseng är en araliaväxtart som först beskrevs av Isaac Henry Burkill, och fick sitt nu gällande namn av Feng Hwai Chen. Panax notoginseng ingår i släktet Panax och familjen Araliaceae. Inga underarter finns listade.